# 津久井教生
津久井 教生（つくい きょうせい、1961年〈昭和36年〉3月27日 - ）は、日本の俳優、声優、音響監督、司会者である。81プロデュースに所属。東京都新宿区出身、埼玉県川越市在住。本名は津久井 教生（つくい のりお）。

## 来歴
子供の頃、父は東京電力株式会社に勤務しており、本人が言うところの「いいとこのボンボン」として生まれる。小学生時代は、大阪に住んでいた。また、海外に留学した経験がある。埼玉県立朝霞高等学校出身。日本大学芸術学部放送学科中退。野沢那智主宰の劇団薔薇座出身。
声優デビューした後しばらくは声優と舞台俳優の二足のわらじで活動したが、本人によると背が低いため俳優のオーディションではなかなか役がもらえず、結果的に声優の仕事の比重が大きくなっていったとのこと。プライベートでは1989年に劇団の勉強会で出会った女性と結婚し、その後一人息子にも恵まれた。
1990年頃から仕事が順調になり、1992年にニャンちゅう役を射止めた。1993年頃からアミューズメントメディア総合学院で声優志望者の育成にもあたっている。
2019年3月に突然足が動かなくなり、検査入院を経て、同年9月に筋萎縮性側索硬化症（ALS）と告知され、同年10月2日に公表。同年の年末には車椅子生活になった。病気公表後からSNSを通じてALSという病気が具体的にどういうものか、自身の病状やその都度の心情などを発信し始めた。健康状態の問題から一部の持ち役は降板しているものの、「声だけは無事」であるとして、『ちびまる子ちゃん』は抜き録りや従来通りの順録りをするなど津久井の病状を考慮しながら続投。その後、以前から発見されていた腫瘍の摘出手術を受けると同時に身体障害者手帳1種3級・要介護1との判定を受け、車椅子で生活しながら週に1度のリハビリに励んでいることを報告した。
2020年3月からは、YouTubeにて「津久井教生チャンネル」を開設。
2021年2月時点では、手がほとんど動かなくなり、割り箸を口で咥えてキーボードを打つような状態になっており、視線で文字をとらえ、それを文字化して意思を伝える「視線入力」のトレーニングを開始している。妻や介護士に支えてもらいながらの日常生活を送り、先述のアミューズメントメディア総合学院の講師の仕事は病気により当初2020年の3月で辞めるつもりだったが、コロナ禍となってZoomによる講義が可能になったことで、2021年8月現在も何とか続けているとのこと。2022年11月18日にニャンちゅう役を降板することを発表。
2022年、第16回声優アワードでキッズ・ファミリー賞を受賞。
2023年2月、昨年12月5日に「意識不明となり、呼吸が一時停止した」と臨死状態にあったことを述べ、同9日の気管切開により発声ができなくなり、人工呼吸器装着とともに胃ろうを設けたことを公表した。上記のYouTubeでの動画も、コンピュータ合成による人工発声を使用した。同年3月、30年の長きにわたりニャンちゅう役として愛され、ALSを発症してからも出演を続けたことが評価され、第74回（2022年度）NHK放送文化賞を受賞した。

## 人物・エピソード

### 子供時代について
幼かった頃、隣に玩具のダイヤブロックを開発した社長が住んでいた縁で、津久井はダイヤブロックのパッケージや広告のモデルに起用された。
子供の頃は目立ちたがり屋で、好きなものにはなんでも首を突っ込む性格だったとのこと。水泳やピアノなど様々な習い事を経験したが飽きっぽい所があり、ある一定のレベルに達すると辞めては他のことに興味を持つということを繰り返していた。そんな中でも読書は長年に渡ってのめり込み、江戸川乱歩やエラリー・クイーンなどの推理小説、クイズ本、漫画が好きになったとのこと。
得意とする早口言葉は9歳のころに祖父に教わったものと語っている。

### 声優の仕事との出会いについて
高校時代は周りから“本の虫”と言われるようになり、漫画研究会に所属した。この頃、父からコマ撮りできる最新型の8ミリカメラと映写機を借りて部員たちでアニメを作った。高校生や大学生などを対象にしたショートアニメの出品会に参加すると、部員から「今度プロの声優が参加するアニメで高校生役を演じる人を探しているらしい」との話を聞く。
その作品に参加した関係で曽我部和恭や中尾隆聖などプロの声優と知り合うきっかけとなった。その収録の際、物怖じしない性格や読書好きが講じて台本から役の心情を読み取れたことを気に入られた津久井は、その後現在の事務所である81プロデュースに所属することとなる。
この作品で声優の仕事に興味を持つが自分の力のなさを痛感したことから声の出し方を本格的に学ぶことを決め、高校卒業後は日本大学芸術学部放送学科のアナウンスコースに進学。そこで声を使った職業の人や伝統芸能の家元など各分野の第一人者から日本語のアクセントやイントネーション、演劇論などを叩き込まれた。

### ニャンちゅう役について
1992年、『母と子のテレビタイム土曜版』（NHK教育〈現：NHK Eテレ〉）のニャンちゅう役のオーディションに参加。その現場にアメリカ人がいたことから（詳細は不明）、米国の短波放送のDJの声をイメージして思いつきで話した所、それが審査する人たちにウケた。この時の声がニャンちゅうの声の素となり、そこから3年ほどかけて特徴的なダミ声の話し方を完全に習得した。
病気公表後も、ニャンちゅうの仕事は番組スタッフから「可能な限り続けましょう」と言われたことから出演を継続。2021年8月現在、月に2回ほどある『ニャンちゅう!宇宙!放送チュー!』の収録には、スタジオまで妻に付き添ってもらっている。初めはテレビ画面に津久井の腕の影が写り込んでしまうぐらいセットの近くで収録していた。新型コロナウイルス感染症の蔓延以降は難病を抱える津久井の感染対策のため、セットから5mほど離れた所にアクリル板に囲まれた専用ブースが設けられた。そこで妻に台本をめくってもらいながら、共演者の“おねえさん”やニャンちゅうの動きを見て自身の胸元のマイクに声を吹き込んでいる。
2022年11月18日にニャンちゅうの声を事務所の後輩の羽多野渉に交代することを発表。羽多野が担当した回は2023年1月8日放送回から放送が始まり、2023年3月までの放送では再放送という形で津久井が担当した回も放送されたが、2023年度におねえさん役が交代する番組リニューアルが行われたことも重なり、2023年4月放送回からは新作・再放送問わずすべて羽多野が担当した回が放送されている。なお、交代後も津久井はアドバイザーとして番組に参加する。

### ALSについて
還暦が目前となった2019年3月頃に突然体に異変が出始め、平坦な道でつまずくようになった。その1、2ヶ月後には、家から最寄り駅までの徒歩10分の距離に1回休みを入れないと疲れで歩けなくなった。近所のクリニックで血液検査をすると当初骨の病気の可能性を疑われて総合病院の整形外科を紹介され、そこで診察を受けるが骨に異常はなく1ヶ月間の経過観察を告げられた。ここから病名が判明するまで間、津久井は自身の病気に“名無しの権兵衛病”と名付けて日々を過ごした。
しかしその間に症状が悪くなったことから同病院の神経内科の受診を勧められ、1ヶ月の検査入院をすると妻と共に呼ばれて医師からALSの診断を告げられたとのこと。担当医から「残念ながら現状では治療法はありませんのですぐに退院できます」と言われ、津久井は「本来なら悲観的になりそうな所だが何かしら重い病気だろうと覚悟していたし、病名が判明したことでようやく患者としてのスタートラインに立てたことで今後の闘病に対して前向きになれた」としている。
津久井の場合は進行が早い方で、症状が出てから2年半で腕が動かなくなり立つこともできなくなったという。津久井は「20歳の頃から声の仕事をしてきた僕にとって喋ることは生きること。声を失いたくないから声帯を維持するためにもたくさん喋りたい。これだけ元気に振る舞っていられる理由は単なる“ええかっこしい”だからです」と語った。
2022年12月2日、体調不良となり、緊急入院。12月5日に意識不明となり、一時呼吸が停止したと告白した。周囲の呼びかけなどで意識は戻ったというが、その時に不思議な体験をしたという。
こうした一連の経験から、12月9日に気管切開の手術を決意。同時に声を失い、人工呼吸器の装着となった。
津久井は「声を失いましたが、このような（AI音声による）発信もできます。ゆっくりと前に進みたいと思います。これからも応援よろしくお願いいたします」とコメントした。
2024年5月27日には「ほとんど体か動かなくなっちゃいました」と病状の進行を報告したが、「でもここからがこの病気の本番のような気がしています。ここから何ができるか、見つけなくっちゃ」ともコメントしている。

### その他
声種はテノール。
趣味・特技はギター、作曲、柔道、水泳、タロットカード。
調理師免許を取得し、自分の店を開いていたことがあった。しかし、店によく通う役者仲間が勘定を払ってくれず、これに対して頭にきて、開業してからわずか3年で店を畳んだという。
ニャンちゅう関連のほとんどの楽曲の作曲を手掛けている。出演作品のイベントで司会を務めることも多い。
『スクライド』のストレイト・クーガー役は、「今まで演じてきた中で最も反響が大きかった役」だと語る。放映中は自身のホームページのアクセス数が急増し、「津波のようにメールが来た」という。またこのクーガー役では早口台詞を披露したが、これにはかなり練習が必要だったとも語っている。しかし、この早口台詞が視聴者からの受けがよかった。
クーガーを演じているころ、舞台で照明を設置していた時に15kgの錘が足の甲を直撃し、骨折をした。そのため、車椅子生活を余儀なくされ、『スクライド』のアフレコ現場では、松葉杖を付きながら片足で立ってクーガーを演じていたという。また、その時に車椅子での移動の際に、共演者の緑川光に車椅子を押してもらい、それを契機に緑川と親交が生まれた。その後は後遺症もなく、重心を変えながら普通に歩くことができるようになった。
すまいるエフエム（2018年からクローバーラジオ）でコミュニティFM番組のパーソナリティを務めている。そして2018年の夏にクローバーメディア朗読部を立ち上げて部長を務め、朗読会を行なっている（クローバーラジオのほかの番組のパーソナリティもメンバーに加わっている）。
好きな言葉は「自由」。
同い年の伊藤栄次（学年は津久井の方が1歳上。）とは仲が良く、舞台などで共演している。

## 後任・代役
津久井の病気などで交代や一部代役などは以下の通り。
| 後任     | 役名               | 作品                              | 後任の初出演         |
| -------- | ------------------ | --------------------------------- | -------------------- |
| 羽多野渉 | ニャンちゅう       | 『ニャンちゅう!宇宙!放送チュー!』 | 2023年1月8日放送分   |
| 根本幸多 | 関口しんじ         | 『ちびまる子ちゃん』              | 2023年6月4日放送分   |
| 金光宣明 | 川田さん           | 『ちびまる子ちゃん』              | 2023年12月31日放送分 |
| 金光宣明 | 山根くんのお父さん | 『ちびまる子ちゃん』              | 2025年3月2日放送分   |

## 出演
太字はメインキャラクター。

### テレビアニメ
1983年
- 太陽の子エステバン（兵士）
- ピュア島の仲間たち

1985年
- 魔法のスターマジカルエミ（客B）
- タッチ（不良C、部員C、男生徒、おじさんB、男B）

1988年
- 鉄拳チンミ（ロワン）

1989年
- 昆虫物語 みなしごハッチ（1989年 - 1990年、見張り(B)、兵士(B)、子分(B)、ミツバチ兵D、スズメバチ兵(D)）
- それいけ!アンパンマン（1989年 - 2021年、コウノトリ〈初代〉、カエルリュウ〈初代〉、シャーロくん〈初代〉、かびるんるん、春菊さん〈初代・3代目〉、ソバオくん）
- ダッシュ!四駆郎（1989年 - 1990年、地味貢二〈パンクロー〉）

1990年
- ちびまる子ちゃん（1990年 - 2022年、関口くん〈初代〉、川田さん〈初代〉、山根くんのお父さん〈初代〉 他） - 2シリーズ
- 魔法のエンジェルスイートミント（1990年 - 1991年、モブD、ガードマンD、青年）
- 笑ゥせぇるすまん（1990年 - 1991年、坊谷、産名八太、伴護保）

1991年
- おばけのホーリー（おまわりさん、夫 他）
- どろろんぱっ!（タカシ）
- 炎の闘球児 ドッジ弾平（1991年 - 1992年、速水学、生徒）

1992年
- お〜い!竜馬（松井繁斎）
- クレヨンしんちゃん（1992年 - 2014年、桜木、男子社員A、お兄さん、付き添いのおにいさん、間直走郎）
- スーパービックリマン（もの魔ね）

1993年
- ドラえもん（テレビ朝日版第1期）（社長のご子息）

1994年
- 機動武闘伝Gガンダム（1994年 - 1995年、ミケロ・チャリオット）
- 超くせになりそう（1994年 - 1995年、ゴールド芝浦）
- ツヨシしっかりしなさい（山本、男子学生C）
- 覇王大系リューナイト（隊長、ニーブン）
- モンタナ・ジョーンズ（チャダ、ダンカン、グリゴリー 他）

1995年
- あずきちゃん（1995年 - 1998年、坂口まこと）
- アリス探偵局（ハッタリ半象）
- ご近所物語（1995年 - 1996年、西野ジロー）
- モジャ公（1995年 - 1997年、トラヤン）

1996年
- 機動新世紀ガンダムX（ミルラ・ドライド）
- 逮捕しちゃうぞ（大介）

1997年
- 救命戦士ナノセイバー（図書館館長）
- 超魔神英雄伝ワタル（1997年 - 1998年、シーマッハ、ハチマッキー）
- ネクスト戦記EHRGEIZ（オペレーター、MVパイロット、治安局検査官、運び屋、隊員）
- BURN-UP EXCESS（キャロライン、技術者）
- 夢のクレヨン王国（1997年 - 1999年、ベル車掌 他）

1998年
- アリスSOS（1998年 - 1999年、和美トシオ）
- 金田一少年の事件簿（1998年 - 1999年、弓削透、本多影行、赤沢次郎）
- センチメンタルジャーニー（真奈美の父）
- TRIGUN（ベラミィ、スティーヴ）
- Night Walker -真夜中の探偵-（ナンパ男）
- Bビーダマン爆外伝（1998年 - 1999年、グレイボン博士、かんしゅ） - 2シリーズ
- MASTERキートン（生徒、男性客）

1999年
- 宇宙海賊ミトの大冒険（メッセージロボ）
- おジャ魔女どれみ（1999年 - 2004年、あいこの父、サルバトーレ、魔法使い界の国王、先代王、将軍 他） - 5シリーズ
- ゴクドーくん漫遊記（パンダ仙人）
- ドクタースランプ（マジト）
- ぶぶチャチャ（1999年 - 2001年、マリーのパパ、ボビー） - 2シリーズ
- Bビーダマン爆外伝V（1999年 - 2000年、グレイボン博士）

2000年
- 幻想魔伝 最遊記（2000年 - 2004年、屋鬼、三蔵のコマ） - 2シリーズ
- 装甲救助部隊レストル（アナウンサー）
- ファーブル先生は名探偵（作男、偽アルベール、地上げ屋）
- マシュランボー（ホタル親方）

2001年
- スクライド（ストレイト・クーガー、男）

2002年
- キディ・グレイド（スミス刑事）
- 攻殻機動隊 STAND ALONE COMPLEX（医大生）

2003年
- 名探偵コナン（2003年 - 2016年、富樫順司、直木司郎、西谷直也、雨澤章吾、王見現 他）

2004年
- 鉄人28号（第4作）（ロックンロール）
- 冒険王ビィト（2004年 - 2005年、ベンチュラ、トンガ） - 2シリーズ
- 流星戦隊ムスメット（白井ヤマト）
- ローゼンメイデン（2004年 - 2006年、探偵くんくん、ラプラスの魔 / 白崎、教師） - 3シリーズ

2005年
- ガンパレード・オーケストラ（蔵野洋）
- ガン×ソード（ラッキー・ザ・ルーレット）
- これが私の御主人様（ポチ）
- ブラック・ジャック（一ノ関和男〈イッチン〉）

2006年
- 出ましたっ!パワパフガールズZ（マネージャー）
- BLACK BLOOD BROTHERS（ジョアン・曾）

2007年
- ゲゲゲの鬼太郎（第5作）（のびあがり）
- ZOMBIE-LOAN（薄荷）
- 祝!(ハピ☆ラキ)ビックリマン（助っ人竹ちゃん、オノカ魔、かぐや観音）

2008年
- ケロロ軍曹（第1の男）
- ゴルゴ13（トーマス）
- ねぎぼうずのあさたろう（栗の与平）

2009年
- GA 芸術科アートデザインクラス（外間巧真）

2011年
- THE IDOLM@STER（番組ディレクター）
- 忍たま乱太郎（楽呂須太夫 / 三角太郎、門番、斗奮四郎志兵衛）

2013年
- たまこまーけっと（うさ湯〈湯本長治〉）
- HUNTER×HUNTER（第2作）（フラッタ、ビホーン、バロ）
- ファンタジスタドール（三笠凛人、教師）

2014年
- 極黒のブリュンヒルデ（幹部）

2015年
- 放課後のプレアデス（ななこの父）

### 劇場アニメ
- はれときどきぶた（1988年）
- ちびまる子ちゃん（1990年、関口くん）
- ちびまる子ちゃん わたしの好きな歌（1992年、関口）
- ろくでなしBLUES 1993（1993年、春日）
- あずきちゃん（1995年、坂口まこと[41]）
- ご近所物語（1996年、西野ジロー）
- ドラミ&ドラえもんズ ロボット学校七不思議!?（1996年、エル・マタドーラ）
- デジモンテイマーズ 冒険者たちの戦い（2001年、ラブラモン / シーサモン）
- スクライド オルタレイション TAO（2011年、ストレイト・クーガー）
- スクライド オルタレイション QUAN（2012年、ストレイト・クーガー）
- 名探偵コナン 絶海の探偵（2013年、岸大和）
- たまこラブストーリー（2014年、うさ湯〈湯本長治〉[42]）
- 魔女見習いをさがして（2020年、大学講師）

### OVA
1987年
- 学園特捜ヒカルオン（生徒）

1988年
- トップをねらえ!（男2）
- 日本のおばけ話「きもだめしのばん」（若者）
- 秘伝忍法帳 白獅子五番勝負 五重島の戦い（彩卦利暗）
- 竜世紀

1989年
- エクスプローラーウーマン・レイ
- エンゼルコップ
- 星猫フルハウス

1990年
- ガッデム
- 校内写生（九十九サトル、選手A）
- 電脳都市OEDO808（ヴァーサス）
- 戦国武将列伝 爆風童子ヒッサツマン（羽柴秀吉）
- SOL BIANCA
- 冒険!イクサー3
- 緑野原迷宮（飯島正義）

1991年
- EXPER ZENON（勇）
- DETONATORオーガン
- マネーウォーズ 狙われたウォーターフロント計画
- 迷走王ボーダー 社会復帰編（アナウンサー）

1992年
- 間の楔
- 紅いハヤテ
- OZ（スローン）
- 三毛猫ホームズの幽霊城主

1994年
- I・R・I・A ZEIRAM THE ANIMATION（討伐員）
- 七都市物語 〜北極海戦線〜（アクイロニア秘書官）

1995年
- 覇王大系リューナイト アデュー・レジェンド（男A）

1996年
- エンジェル伝説（竹久優二）

1998年
- 教科書にないッ!（大久保）
- 銀河英雄伝説外伝 汚名（観光客）
- サイキックフォース（キース・エヴァンス、ゲイツ）
- 鉄拳 -TEKKEN-（警備員、ペク）

2002年
- スクライド ファンディスク（ストレイト・クーガー）

2003年
- HAND MAID マイ（黒服・キタノ）

### Webアニメ
- 亡念のザムド（2008年、西村ジンイチロウ[43]）
- 名探偵コナン 逃亡者・毛利小五郎（2014年、小五郎の友人）

### ゲーム
1990年
- バスティール（隊員A、衛兵）

1991年
- SOL BIANCA（ギルバート、砂漠の民、ディラン・ギロタン、ゲバンス）
- 電脳都市OEDO808 獣の属性（ヴァーサス）

1995年
- ちびまる子ちゃんの対戦ぱずるだま（ぱずるだまおじさん）

1996年
- サイキックフォース（キース・エヴァンス、ゲイツ・オルトマン）
- 新スーパーロボット大戦（ミケロ・チャリオット、ベスパ兵）
- 謎王（豚知）

1997年
- サイキックフォース パズル大戦（ゲイツ・オルトマン、キース・エヴァンス）
- DESIRE（アルバート・マクドガル）

1998年
- サイキックフォース2012（キース・エヴァンス、ゲイツ・オルトマン）
- スーパーロボット大戦F完結編（ミケロ・チャリオット）

2000年
- SDガンダム GGENERATION（2000年 - 2025年、ミケロ・チャリオット、オデル・バーネット / シルヴァ・クラウン、ジャスミー・ローレル） - 8作品

2002年
- SILVER CHAOS（クルト）

2003年
- アーマード・コア3 サイレントライン（キサラギ社代表）
- SUNRISE WORLD WAR Fromサンライズ英雄譚（クーガー）
- SILVER CHAOS FAN BOX〜ETERNAL FANTASIA〜（クルト）
- 第2次スーパーロボット大戦α（突撃兵士、暗黒鳥人、ソルジャー）

2004年
- Artificial Mermaid-SILVER CHAOSII-（ツカサ）
- スーパーロボット大戦MX（ミケロ・チャリオット）
- スーパーロボット大戦GC（ムゲ兵）

2005年
- スーパーロボット大戦MX ポータブル（ミケロ・チャリオット）
- 第3次スーパーロボット大戦α 終焉の銀河へ（突撃兵士、バーム兵）
- トップをねらえ! GunBuster（男2）
- 鋼の錬金術師3 神を継ぐ少女（邪天使）
- 冒険王ビィト ダークネスセンチュリー（ベンチュラ）

2006年
- スーパーロボット大戦XO（ムゲ兵）
- ローゼンメイデン ドゥエルヴァルツァ（探偵くんくん、ラプラスの魔）

2007年
- ローゼンメイデン ゲベートガルテン（探偵くんくん、ラプラスの魔）

2009年
- ちびまる子ちゃんDS まるちゃんのまち（せきぐちくん、かわださん）
- 歴史大戦ゲッテンカ（タヌキ家康、美勇帝イエヤス、豪将ホンダ）

2010年
- GA 芸術科アートデザインクラス Slapstick WONDER LAND（外間拓真）

2011年
- みんなのGOLF 6（エッジ）

2012年
- ヒーローズファンタジア（ストレイト・クーガー）

2016年
- アルカノイドvsインベーダー（リーガ・プラティカ、キース・エヴァンス）

### ドラマCD
- アルスラーン戦記6 風塵乱舞（兵士）
- 海に似た空の色（御崎宏）
- コイ茶のお作法シリーズ（志村啓吾）
- サイキックフォース2012（キース・エヴァンス、ゲイツ・オルトマン）
- 上海妖魔鬼怪（馬腹）
- スクライド サウンドエディション（ストレイト・クーガー）
- スクライド設定資料集特典ドラマCD（ストレイト・クーガー[44]）
- ストリートファイターII -魔人の肖像-（部下）
- そして春風にささやいて ※カセット
- ZOMBIE-LOAN（薄荷）
- ドラマCD TVアニメーション「Devil May Cry」Vol.2（スティーブ）
- トルネコの大冒険 不思議のダンジョン（ブキミな青年）
- 生意気。（斉藤正宗）
- BOUNTY DOG（警備員）
- はじめの一歩（不良学生A）
- ひなどりGIRL（佐助）
- 棺担ぎのクロ。〜懐中旅話〜（セン）
- 魔界学園I 転校生編（生徒1）
- 魔界学園III 完結編（レフリー、烈鬼B、男A）
- マクロス・ジェネレーション（ジョー、司会者）
- ラ・ジオブリーダーズ「FIELD OF MADNESS」（選手A、猫田バケル）
- ローゼンメイデン オリジナルドラマCD（探偵くんくん、ラプラスの魔）

### 吹き替え

#### 映画
- 熱き愛に時は流れて
- RPM エキゾースト・ヒート（ルディ）
- アリゲーター2（DJ ジャックハマー）※ビデオ版
- ウェインズ・ワールド
- エア・フォース
- エグゼクティブ・エクスプレス プリズン・ブレイク（エディ）
- エネミー・オブ・アメリカ ※ソフト版
- ギャラクシー・オブ・テラー/恐怖の惑星（コズ）※TBS版・BD収録
- キャリー2（チャック・ポッター〈イーライ・クレイグ〉）
- 九龍の眼/クーロンズ・アイ（コウ、聴覚障害の犯罪者、サン）※VHS版
- ゴーストバスターズ（男子生徒）※テレビ朝日・日本語吹替完全収録版Blu-ray BOX収録
- サイクロンZ（ファーの部下〈ビリー・チョウ〉）
- さらば英雄/愛と銃撃の彼方に
- ジャッジメント・デイ
- スカイホーク 鷹拳
- スティーブ・マーティンのSGT.ビルコ/史上最狂のギャンブル大作戦（ディノ・パパレリ〈マックス・カセラ〉）
- ダイナー
- ネフュー（パッツィー）
- ハイリスク（フランキー・ローン〈ジャッキー・チュン〉）
- バッド・ボーイズ
- ハード・チェインズ/沈黙の潜入
- バニシングin60″（コーリス）
- ビリー・バスゲイト
- フットルース（ウィラード・ヒューイット〈クリス・ペン〉）
- ブラック・マスク
- プリフォンテーン（タイソン〈ブレッキン・メイヤー〉）
- ブロークン・アロー（プレンティス〈フランク・ホエーリー〉）※ソフト版
- ベスト・キッド ※DVD版
- マニアック・コップ
- マリン・クラッシュ（ケビン・トーマス博士）
- ミュリエルの結婚（ブライス・ノーブス）
- メンフィス・ベル ※VHS版
- モーリス ※テレビ東京版
- ラ・ブーム2
- 霊幻道士3 キョンシーの七不思議（テイチー）
- ロードハウス/孤独の街（コディ〈ジェフ・ヒーリー〉）※VHS版
- 私がウォシャウスキー

#### ドラマ
- NCIS 〜ネイビー犯罪捜査班（ジミー・パーマー〈ブライアン・ディーツェン〉）※パラマウントDVD版
- 俺がハマーだ!
- グッド・ワイフ（ジョナス・スターン〈ケヴィン・コンウェイ〉〈3代目〉）
- 三国志（鄧忠）
- 新・弁護士ペリー・メイスン / すり換えられた銃弾

#### アニメ
- カーズ2（エーサー）
- ガジェット警部
- きかんしゃトーマス（ドナルド、ダグラス、建設作業員）※テレビ東京、NHK版
  - きかんしゃトーマス 探せ!!謎の海賊船と失われた宝物（ドナルド、ダグラス）
- 新くまのプーさん（クモ）
- トムとジェリー（猫）
- ネズミ三銃士（デブちゃん）
- ムーミン谷のなかまたち（オバケ）
- ミュータント・タートルズ（シーザー、ブロンスキー、アナウンサー 他）※テレビ東京版
  - ミュータント・タートルズ超人伝説編（ビーバップ）

### 人形劇
- ルドルフ 赤鼻のトナカイ（ハーミー〈ポール・ソールズ〉）※DVD版

### 特撮
1994年
- 忍者戦隊カクレンジャー（妖怪の声）

1995年
- 超力戦隊オーレンジャー（バラカクタス2の声）

1996年
- 激走戦隊カーレンジャー（ゼルモダの声）

1997年
- 激走戦隊カーレンジャーVSオーレンジャー（ゼルモダの声）

1999年
- 星獣戦隊ギンガマン（ヂェンゾスの声）
- 救急戦隊ゴーゴーファイブ（スパルタンの声）

2001年
- 百獣戦隊ガオレンジャー（携帯電話オルグの声）
- 百獣戦隊ガオレンジャーVSスーパー戦隊（携帯電話オルグの声）

2003年
- 爆竜戦隊アバレンジャー（2003年 - 2004年、ヤツデンワニの声）

2004年
- 特捜戦隊デカレンジャー（ワンデ星人ニワンデの声）

2005年
- 特捜戦隊デカレンジャーVSアバレンジャー（ヤツデンワニの声）

2006年
- 轟轟戦隊ボウケンジャー（カナデガミの声）

2007年
- 仮面ライダー電王（クラストイマジンの声）
- 獣拳戦隊ゲキレンジャー（ソジョの声）

2008年
- 炎神戦隊ゴーオンジャー（2008年 - 2009年、炎神キャリゲーターの声）
- 炎神戦隊ゴーオンジャー BUNBUN!BANBAN!劇場BANG!!（炎神キャリゲーターの声）
- 炎神戦隊ゴーオンジャー BONBON!BONBON!ネットでBONG!!（炎神キャリゲーターの声）

2009年
- 劇場版 炎神戦隊ゴーオンジャーVSゲキレンジャー（炎神キャリゲーターの声）

2010年
- 侍戦隊シンケンジャーVSゴーオンジャー 銀幕BANG!!（炎神キャリゲーターの声）

2011年
- 天装戦隊ゴセイジャー（オルトウロスヘッダーのナモノ・ガタリ〈ガタリ〉の声）

2012年
- 海賊戦隊ゴーカイジャーVS宇宙刑事ギャバン THE MOVIE（ヤツデンワニの声）
- 特命戦隊ゴーバスターズ（ケシゴムロイドの声）

2013年
- 特命戦隊ゴーバスターズVS海賊戦隊ゴーカイジャー THE MOVIE（ヤツデンワニの声）

2014年
- 烈車戦隊トッキュウジャーVS仮面ライダー鎧武 春休み合体スペシャル（モグラロイドの声）

2017年
- 宇宙戦隊キュウレンジャー（ゴネーシの声）

2018年
- 快盗戦隊ルパンレンジャーVS警察戦隊パトレンジャー（サモーン・シャケキスタンチンの声）

2023年
- 爆竜戦隊アバレンジャー 20th 許されざるアバレ（ヤツデンワニの声）

### ラジオ
- ラジオ スクライドin ロストグラウンド
- 絵空事計画（すまいるエフエム→クローバーラジオ）[5]

### ラジオCD
- 水銀燈の今宵もアンニュ〜イ（名探偵くんくん）

### 映画
- ぼくはうみがみたくなりました（ラジオDJ）

### テレビ番組
- さんすうすいすい（ピエロのジャック）
- NHK教育→NHK Eテレ - ニャンちゅう関連（2023年3月まで）
  - 母と子のテレビタイム
  - あつまれ!わんパーク
  - ニャンちゅうといっしょ
  - ニャンちゅうワールド放送局[5]
  - ニャンちゅう!宇宙!放送チュー!
  - その他多数
- NHK教育 ともだちいっぱい「うたってあそぼ」（きつねのヒョロリ）
- あさイチ（NHK総合、2021年2月25日）「難病ALSとともに」にリモート出演。
- スーパー戦隊クリスマス大鮭戦（テレ朝チャンネル、2020年12月19日・20日・25日） - ナビゲーター（サモーン・シャケキスタンチンの声）

### 舞台
- シアター・アプル、81プロデュース 提携公演「飛べ!京浜ドラキュラ」1982年12月25日 - 30日、シアター・アプル
- カプセル兵団「男ばかりの会話劇第1弾！『アベンジャーズ』カプセル兵団EX公演」2013年4月25日 - 29日、ワーサルシアター八幡山劇場
- カプセル兵団「超鋼祈願ササヅカイン -新たなる脅威-」2013年7月11日 - 15日、笹塚ファクトリー
- カプセル兵団「男ばかりの会話劇第2弾！『ダークナイトライジング』カプセル兵団EX公演」2014年2月13日 - 18日、ワーサルシアター八幡山劇場
- カプセル兵団「男ばかりの会話劇第3弾！『アベンジャーズVer2014』カプセル兵団EX公演」2014年9月10日 - 15日、ワーサルシアター八幡山劇場 / 2014年9月19日 - 21日、STAGE+PLUS（大阪）
- カプセル兵団「GHOST SEED -ゴーストシード-」2015年2月26日 - 3月1日、シアターグリーン BIG TREE THEATER

### その他
- 炎神戦隊ゴーオンジャー玩具（炎神キャリゲーター）
- team.静春主催「れでぃごぅ!!」（2011年4月16日、せんがわ劇場）ゲスト
- オーディオブック『初恋芸人』（2020年、山形ツチノコ）